# 望郷 (1993年の映画)
『望郷』（ぼうきょう）は、1993年に公開された斎藤耕一監督の日本映画。

## スタッフ
以下のスタッフ名は特に記載がない限りKINENOTEに従った。
- 企画 - 季田佳丸
- プロデューサー - 斉藤八重子、窪田博、矢島進
- 監督 - 斎藤耕一
- 脚本 - 松山善三
- 原作 - 窪田操『ぼっけもん-クボタ社長の壮絶な人生録』
- 撮影 - 山崎善弘[2]
- 音楽 - 小六禮次郎
- 歌 - 小田正利 「望郷」
- 美術 - 間野重雄
- 録音 - 北村峰晴
- 照明 - 加藤松作
- 編集 - 川島章正

## キャスト
- 田中健 - 窪田国光[1]
- 竹下景子 - 窪田けさ[1]（妻）
- 細川直美 - 窪田恵子[1]（娘）
- 秋月健太郎 - 窪田操[1]（息子）
- 長倉大介 - 信吾[1]（国光の兄）
- 可愛かずみ - 好子[1]（兄嫁）
- 小松方正 - 勝男[1]
- 喜多嶋舞 - トメ[1]（芸妓）
- 三上寛[2]
- 名古屋章[2]
- 高松英郎[2]
- エド山口[2]
- 春川ますみ[2]

## 受賞歴
- 1993年 第48回毎日映画コンクール[3][4]
  - 俳優部門 男優助演賞 田中健『望郷』
  - スタッフ部門 脚本賞 松山善三『虹の橋』『望郷』
  - スタッフ部門 美術賞 間野重雄『病院で死ぬということ』『望郷』
- 1993年度 第18回報知映画賞
  - 主演男優賞 田中健[5]『望郷』[6][7]

- 1993年度 第6回日刊スポーツ映画大賞
  - 助演男優賞 田中健[8]『望郷』[4]
- 1994年 第17回日本アカデミー賞[9][4]
  - 優秀脚本賞 松山善三『虹の橋』、『望郷』
  - 優秀編集賞 川島章正『高校教師』、『虹の橋』、『ヌードの夜』、『望郷』、『夜逃げ屋本舗2』